# Baldies
Baldies est un jeu vidéo de stratégie en temps réel sorti en 1995 sur Jaguar CD, puis porté en 1996 sur DOS, PlayStation et Windows. Le jeu a été développé par Creative Edge Software puis édité par Atari.

## À noter
Une version Amiga a été annoncée mais elle n'a finalement jamais été commercialisée.

## Accueil
| Baldies         |      |       |
| Média           | Pays | Notes |
| Game Revolution | US   | B+    |
| GameSpot        | US   | 65 %  |
| PC Zone         | US   | 61 %  |